# François Duquesnoy
François Duquesnoy (Bruxelles, 12 gennaio 1597 – Livorno, 18 luglio 1643) è stato uno scultore fiammingo, tra i massimi esponenti del barocco romano.

## Biografia
Figlio di Jérôme Duquesnoy il Vecchio (autore del celebre Manneken Pis), fratello maggiore di Jérôme il Giovane, si formò presso il padre, scultore di corte dell'arciduca Alberto d'Asburgo, governatore dei Paesi Bassi. Nel 1618 si trasferì a Roma, dove era conosciuto come "Francesco Fiammingo".
A Roma incominciò a specializzarsi nella produzione di statuette in legno o in avorio presso Carlo Lorenese. É probabilmente di questi anni la realizzazione della piccola scultura in avorio del Cristo legato, oggi conservata alla National Gallery of Art di Washington.
In un secondo tempo ricevette l'aiuto del mecenate Pieter Visscher e dal 1624 iniziò a frequentare il pittore francese Nicolas Poussin, la cui influenza è evidente nel classicismo delle sue prime opere romane. Conobbe il pittore fiammingo Karel Philips Spierincks, seguace di Poussin, e con lui prese alloggio in via Vittoria, una traversa di via del Babuino.

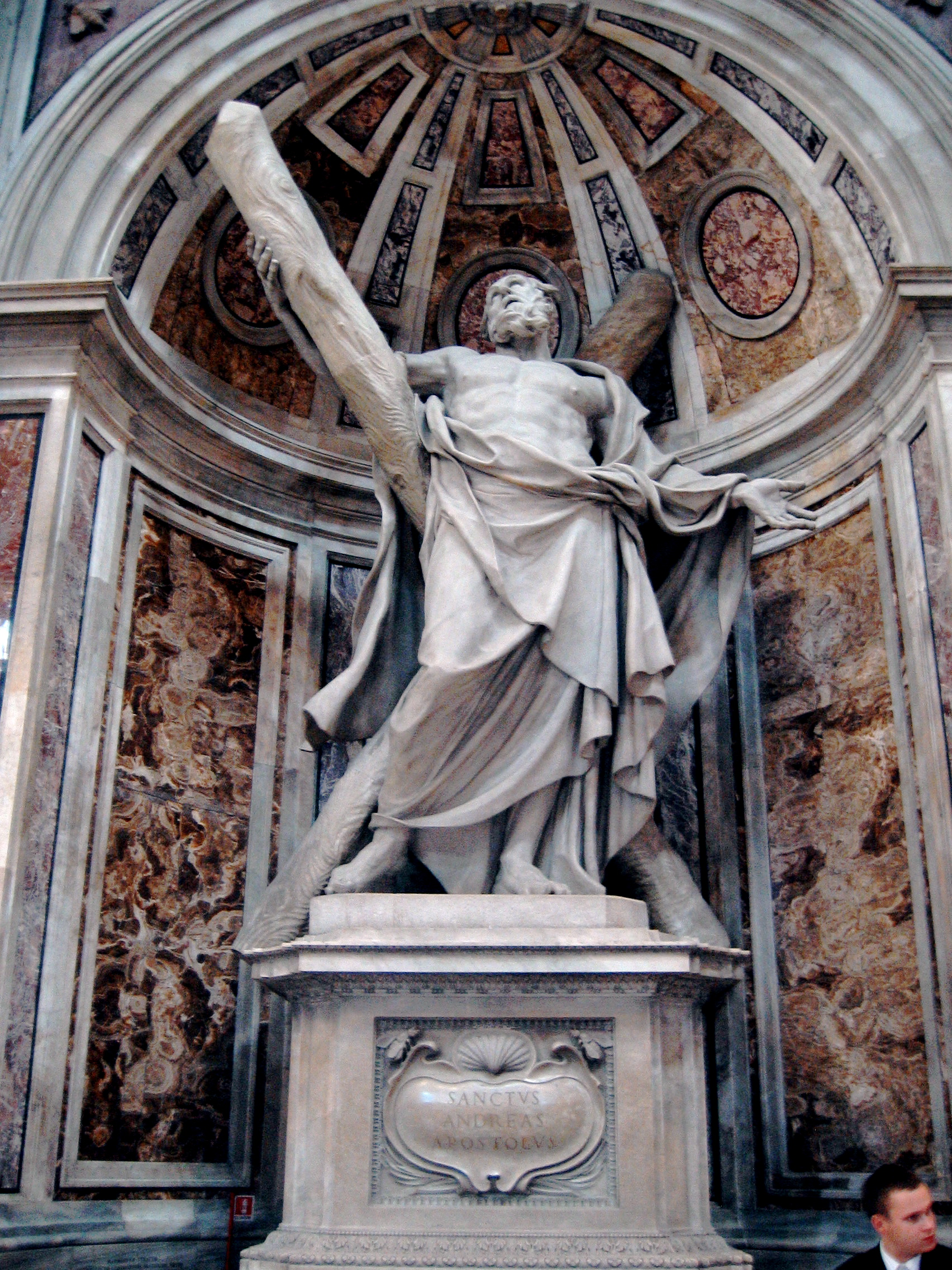
Sant'Andrea, basilica di San Pietro in Vaticano.

Avvicinatosi a Gian Lorenzo Bernini, allora impegnato nei lavori del baldacchino di San Pietro - opera che lo vide collaborare alla decorazione scultorea - papa Urbano VIII nel 1629 gli commissionò la statua di Sant'Andrea (di cui nella basilica si conservava la reliquia della testa) da posizionare in uno dei pilastri che sorreggono la cupola michelangiolesca. Portò a termine l'opera nel 1640: contemporaneamente lavorò a quello che è considerato il suo capolavoro, la Santa Susanna per la chiesa romana di Santa Maria di Loreto.
Altre opere del periodo furono la Tomba di Adriano Vryburch (1629) e la Tomba di Ferdinand van den Eynde (1633-1640), entrambe nella chiesa romana di Santa Maria dell'Anima, e la Tomba di Bernardo Guglielmi, sita invece in San Lorenzo fuori le mura. Quest'ultima tradisce, come altri lavori coevi, l'influenza berniniana.
Nel frattempo, l'artista ricevette numerose commissioni da parte di nobili e cardinali, tra le quali si annoverano un pregevole busto del cardinale Maurizio di Savoia (1635), una statua di Adone e un rilievo con Concerto d'angeli ai Santi Apostoli di Napoli.
Morì a Livorno nel 1643, durante il viaggio per raggiungere la Francia dove il cardinale de Richelieu l'aveva nominato scultore di corte; fu sepolto sotto l'altare di Sant'Andrea della Nazione Olandese-Alemanna nella chiesa della Madonna.
La sua produzione influenzò la scultura francese, tedesca e olandese del Settecento, e se da una parte rispetto al Bernini rappresentò un'antitesi di gusto purista, dall'altra lo stesso Duquesnoy evidenziò elementi berniniani, rientrando nella corrente accademica barocca.

## Opere
A seguire un elenco parziale delle opere realizzate da François Duquesnoy:
- Baccanale di putti, anni venti del XVII secolo, marmo, Roma, Galleria Doria Pamphilj
- Cristo legato, anni venti del XVII secolo, avorio, 32,8cm, Washington, National Gallery of Art
- L'Amor Sacro atterra l'Amor profano, prima metà del XVII secolo, marmo, Roma, Galleria Doria Pamphilj
- Sileno dormiente, anni venti del XVII secolo, bronzo, Anversa, Rubenshuis
- Tomba di Bernardo Guglielmi, 1621-1630, marmo, Roma, Basilica di San Lorenzo fuori le mura
- Fauno Rondanini, 1625-1630, marmo, 175cm, Londra, British Museum
- Amore inchinato a lavorare il suo arco, prima del 1629, marmo, 75cm, Berlino, Bode-Museum
- Tomba di Adriano Vryburch, 1629, marmo, Roma, Chiesa di Santa Maria dell'Anima
- Sant'Andrea, 1629-1633, marmo, 450 cm, Città del Vaticano, Basilica di San Pietro in Vaticano
- Santa Susanna, 1629-1633, marmo, Roma, Chiesa di Santa Maria di Loreto
- Apollo e Cupido, anni trenta del XVII secolo, bronzo, 66cm, Vienna, Liechtenstein Museum
- Adone, prima metà del XVII secolo, marmo, 185cm, Parigi, Museo del Louvre
- Busto di Nicolas Poussin, 1630, marmo, 70,5cm, Berlino, Bode-Museum
- Mercurio, 1630-1636, bronzo, 63cm, Vienna, Liechtenstein Museum
- Nano di Crequi, 1633-1634, marmo, Roma, Gallerie nazionali d'arte antica
- Tomba di Ferdinand van den Eynde, 1633-1640, marmo, Roma, Chiesa di Santa Maria dell'Anima
- Busto del cardinale Maurizio di Savoia, 1635, marmo, 86,5cm, Torino, Galleria Sabauda
- Busto del cardinale Guido Bentivoglio (attribuzione controversa), dopo il 1638, marmo, 78,5cm, Dublino, Galleria nazionale d'Irlanda
- Concerto d'angeli, 1639, marmo, Napoli, Chiesa dei Santi Apostoli